# Gran Premio del Brasile 1999
Il Gran Premio del Brasile 1999 è stato un Gran Premio di Formula 1 disputato l'11 aprile 1999 sul circuito di Interlagos di San Paolo. La gara è stata vinta da Mika Häkkinen su McLaren; il podio è stato completato da Michael Schumacher e Heinz-Harald Frentzen.

## Prima della gara
- La Minardi sostituisce Luca Badoer, infortunatosi in una sessione di test[1] con il pilota francese di Formula 3000 Stéphane Sarrazin.

## Qualifiche

### Resoconto
Nelle prove libere di sabato mattina, Zonta ha un violento incidente a causa di un cedimento meccanico della sua BAR; il pilota brasiliano riporta la frattura di un piede, dovendo saltare questo Gran Premio e le due successive gare del mondiale.
Come in Australia un mese prima, la McLaren domina le qualifiche, con Häkkinen in pole position davanti al compagno di squadra Coulthard; terzo è il sorprendente Barrichello, che precede Michael Schumacher, Fisichella, Irvine, Hill, Frentzen, Wurz e Herbert. In difficoltà la Williams, con Ralf Schumacher solo undicesimo e Zanardi sedicesimo, mentre Villeneuve viene retrocesso in fondo alla griglia per aver utilizzato benzina non regolamentare.

### Risultati
| Pos | N  | Pilota                | Costruttore/Motore   | Giro        | Gap    |
| --- | -- | --------------------- | -------------------- | ----------- | ------ |
| 1   | 1  | Mika Häkkinen         | McLaren - Mercedes   | 1'16"568    |        |
| 2   | 2  | David Coulthard       | McLaren - Mercedes   | 1'16"715    | +0"147 |
| 3   | 16 | Rubens Barrichello    | Stewart - Ford       | 1'17"305    | +0"737 |
| 4   | 3  | Michael Schumacher    | Ferrari              | 1'17"578    | +1"010 |
| 5   | 9  | Giancarlo Fisichella  | Benetton - Playlife  | 1'17"810    | +1"242 |
| 6   | 4  | Eddie Irvine          | Ferrari              | 1'17"843    | +1"275 |
| 7   | 7  | Damon Hill            | Jordan - Mugen-Honda | 1'17"884    | +1"316 |
| 8   | 8  | Heinz-Harald Frentzen | Jordan - Mugen-Honda | 1'17"902    | +1"334 |
| 9   | 10 | Alexander Wurz        | Benetton - Playlife  | 1'18"334    | +1"766 |
| 10  | 17 | Johnny Herbert        | Stewart - Ford       | 1'18"374    | +1"806 |
| 11  | 6  | Ralf Schumacher       | Williams - Supertec  | 1'18"506    | +1"938 |
| 12  | 18 | Olivier Panis         | Prost - Peugeot      | 1'18"636    | +2"068 |
| 13  | 19 | Jarno Trulli          | Prost - Peugeot      | 1'18"684    | +2"116 |
| 14  | 11 | Jean Alesi            | Sauber - Petronas    | 1'18"716    | +2"148 |
| 15  | 12 | Pedro Diniz           | Sauber - Petronas    | 1'19"194    | +2"626 |
| 16  | 5  | Alessandro Zanardi    | Williams - Supertec  | 1'19"452    | +2"884 |
| 17  | 20 | Stéphane Sarrazin     | Minardi - Ford       | 1'20"016    | +3"448 |
| 18  | 14 | Pedro de la Rosa      | Arrows               | 1'20"075    | +3"507 |
| 19  | 15 | Toranosuke Takagi     | Arrows               | 1'20"096    | +3"528 |
| 20  | 21 | Marc Gené             | Minardi - Ford       | 1'20"710    | +4"142 |
| 21  | 22 | Jacques Villeneuve    | BAR - Supertec       | Senza tempo |        |

## Gara

### Resoconto
Al via la vettura di Coulthard rimane ferma sullo schieramento per un problema al cambio; il pilota scozzese riparte dai box con tre giri di ritardo. Nel frattempo Häkkinen mantiene il comando della corsa davanti a Barrichello e Schumacher; nel corso del quarto giro, però, il finlandese è rallentato da un guasto temporaneo al cambio, venendo superato dai due rivali. Barrichello, partito con una strategia sui due pit stop, tiene dietro Schumacher fino alla sua prima sosta ai box; a sua volta, il tedesco mantiene il comando fino al suo unico rifornimento. Häkkinen recupera quindi la testa della corsa, mantenendola anche dopo il suo pit stop.
Al 42º giro Barrichello è costretto al ritiro per la rottura del motore; Irvine risale così in terza posizione, ma al 56º passaggio il nordirlandese è costretto a tornare ai box per riparare un guasto al motore. Il ferrarista torna in pista al quinto posto, alle spalle di Ralf Schumacher; negli ultimi giri prova a superarlo, senza però riuscirci. Häkkinen ottiene la prima vittoria stagionale davanti a Michael Schumacher e Frentzen; il pilota tedesco, ritiratosi nel corso dell'ultima tornata per un problema di pressione del carburante, si classifica comunque in terza posizione avendo oltre un giro di vantaggio sugli inseguitori. Completano la zona punti Ralf Schumacher, Irvine e Panis, che conquista il primo risultato stagionale utile per la Prost, e a sua volta torna a punti per la prima volta dal Gran Premio del Lussemburgo 1997.

### Risultati
| Pos | N  | Pilota                | Costruttore/Motore   | Giri | Tempo/Ritiro          | Griglia | Punti |
| --- | -- | --------------------- | -------------------- | ---- | --------------------- | ------- | ----- |
| 1   | 1  | Mika Häkkinen         | McLaren - Mercedes   | 72   | 1h36'03"785           | 1       | 10    |
| 2   | 3  | Michael Schumacher    | Ferrari              | 72   | +4"925                | 4       | 6     |
| 3   | 8  | Heinz-Harald Frentzen | Jordan - Mugen-Honda | 71   | Pressione carburante  | 8       | 4     |
| 4   | 6  | Ralf Schumacher       | Williams - Supertec  | 71   | +1 giro               | 11      | 3     |
| 5   | 4  | Eddie Irvine          | Ferrari              | 71   | +1 giro               | 6       | 2     |
| 6   | 18 | Olivier Panis         | Prost - Peugeot      | 71   | +1 giro               | 12      | 1     |
| 7   | 10 | Alexander Wurz        | Benetton - Playlife  | 70   | +2 giri               | 9       |       |
| 8   | 15 | Toranosuke Takagi     | Arrows               | 69   | +3 giri               | 19      |       |
| 9   | 21 | Marc Gené             | Minardi - Ford       | 69   | +3 giri               | 20      |       |
| Rit | 14 | Pedro de la Rosa      | Arrows               | 52   | Idraulica             | 17      |       |
| Rit | 22 | Jacques Villeneuve    | BAR - Supertec       | 49   | Idraulica             | 21      |       |
| Rit | 5  | Alessandro Zanardi    | Williams - Supertec  | 43   | Cambio                | 16      |       |
| Rit | 16 | Rubens Barrichello    | Stewart - Ford       | 42   | Motore                | 3       |       |
| Rit | 12 | Pedro Diniz           | Sauber - Petronas    | 42   | Collisione con M.Genè | 15      |       |
| Rit | 9  | Giancarlo Fisichella  | Benetton - Playlife  | 38   | Frizione              | 5       |       |
| Rit | 20 | Stéphane Sarrazin     | Minardi - Ford       | 31   | Incidente             | 18      |       |
| Rit | 11 | Jean Alesi            | Sauber - Petronas    | 27   | Cambio                | 14      |       |
| Rit | 2  | David Coulthard       | McLaren - Mercedes   | 22   | Cambio                | 2       |       |
| Rit | 19 | Jarno Trulli          | Prost - Peugeot      | 21   | Cambio                | 13      |       |
| Rit | 17 | Johnny Herbert        | Stewart - Ford       | 15   | Idraulica             | 10      |       |
| Rit | 7  | Damon Hill            | Jordan - Mugen-Honda | 10   | Collisione con A.Wurz | 7       |       |
| NP  | 23 | Ricardo Zonta         | BAR - Supertec       |      |                       |         |       |

## Classifiche

### Piloti
| Pos. | Pilota                | Punti |
| ---- | --------------------- | ----- |
| 1    | Eddie Irvine          | 12    |
| 2    | Mika Häkkinen         | 10    |
| 2    | Heinz-Harald Frentzen | 10    |
| 4    | Ralf Schumacher       | 7     |
| 5    | Michael Schumacher    | 6     |
| 6    | Giancarlo Fisichella  | 3     |
| 7    | Rubens Barrichello    | 2     |
| 8    | Pedro de la Rosa      | 1     |
| 8    | Olivier Panis         | 1     |

### Costruttori
| Pos. | Team                 | Punti |
| ---- | -------------------- | ----- |
| 1    | Ferrari              | 18    |
| 2    | McLaren - Mercedes   | 10    |
| 2    | Jordan - Mugen-Honda | 10    |
| 4    | Williams - Supertec  | 7     |
| 5    | Benetton - Playlife  | 3     |
| 6    | Stewart - Ford       | 2     |
| 7    | Arrows               | 1     |
| 7    | Prost - Peugeot      | 1     |